# Femicid
Femicid ili feminicid jest zločin iz mržnje nad osobama ženskog spola motiviran spolom žrtve. Široko je definiran kao »namjerno ubijanje žena i djevojaka zato što su žene« iako definicija varira ovisno o kulturnome kontekstu. Feministička spisateljica Diana E. H. Russell prva je osoba u modernom dobu koja je 1976. definirala i kasnije proširila ovaj pojam. Femicidom se naziva i ubojstvo žene koje je počinila druga žena.
Nasilje koje počini intimni partner pogađa tri od deset žena. Procjenjuje se da su u 13,5 % ubojstava globalno bili uključeni intimni partneri. Kritičari ove problematike tvrde da izraz previše naglašava ubojstva žena koja su rjeđa jer su u više od 80 % ubojstava žrtve muškarci. Međutim, muški partner odgovoran je za gotovo 40 % ubojstava koja uključuju žensku žrtvu u usporedbi sa 6% odgovornosti partnera za ubojstva koja uključuju žrtvu muškog spola.
U Hrvatskoj se 2022. god. među 135 žrtava kaznenih ubojstva (105 "ubojstava" i 30 "teških ubojstava", uključeni su brojevi za kaznena djela u pokušaju) bilježi 18 žrtava ženskog spola (u tome 12 žrtava "ubojstva" i 6 žrtava "teškog ubojstva"); među 119 utvrđenih počinitelja kaznenog djela ubojstva ima 98 muškaraca (26 kod teškog ubojstva, 72 kod ubojstva) i 21 žena (3 kod teškog ubojstva i 18 kod ubojstva). Pri tome kod žrtava ženskog spola bitno češće uspijeva dovršenje kaznenog djela: od 15 dovršenih teških ubojstava, čak je 7 žrtava ženskog spola; kod 12 dovršenih ubojstava, 6 žrtava su žene. Suci Vrhovnog suda Republike Hrvatske su kod takve situacije u Hrvatskoj na Sjednici Kaznenog odjela održanoj 10. listopada 2023. god. "kategorički odbacili" predloženo uređenje femicida u Republici Hrvatskoj propisivanjem odredbe kojom bi se kaznom od 10 godina zatvora kaznilo onoga "tko ubije žensku osobu koju je ranije zlostavljao" - ocjenjujući da bi takav propis bio protivan ustavu Republike Hrvatske i međunarodnim konvencijama koje da zahtijevaju jednaku kaznenopravnu zaštitu žrtava bez obzira na rodnu pripadnost. Predsjednik Vrhovnog suda Republike Hrvatske Radovan Dobronić daje pritom opasku da su suci propustili uzeti u obzir Istanbulsku konvenciju, koji da ipak omogućuje povećanu zaštitu žena u odnosu na muškarce. Nakon takvih mišljenja s Vrhovnog suda, Vlada RH je Hrvatskom saboru predložila izmjene kaznenog zakona gdje bi se u čl. 111. kažnjavalo kaznom od najmanje 10 godina zatvora "tko ubije blisku osobu ili osobu koju je već ranije zlostavljao" - tj. gdje se jednakom kaznom kažnjava bilo muškarca, bilo ženu koja izvrši obojstvo bilo ženske, bilo muške bliske osobe  koju je počinitelj ranije zlostavljao. Predviđeno je ipak da bi se u čl. 111.a Kaznenog zakona propisalo djelo femicida tj. "teškog ubojstva ženske osobe" kojim se jednakom kaznom od najmanje 10 godina zatvora kažnjava "rodno uvjetovano ubojstvo ženske osobe" - počinitelj bi tu osim bliske osobe mogla biti i druga osoba ukoliko postoje razlozi iz kojih proizlazi "da se radi o rodno uvjetovanom nasilju".
Alternativni je ponuđeni izraz rodocid (engl. gendercide) koji se smatra ambivalentnijim i inkluzivnijim. Neke feministice tvrde da su motivi za femicid drugačiji od motiva za androcid.

## Povijest

### Razvoj pojma
Izraz femicid prvi je put korišten u Engleskoj 1801. za značenje »ubojstvo žene«. Godine 1848. ovaj je izraz objavljen u Whartonovom pravnom leksikonu. Drugi je termin feminicid koji je pravilno oblikovan od latinskog femina, što znači »žensko« (femicid bi bio njegov krnji oblik).
Upotreba ovog izraza krenula je od feminističkih pokreta iz 1970-ih čiji je cilj bio podići žensku svijest i otpor protiv rodnog ugnjetavanja. Izraz su također poticale radikalne feministkinje kako bi skrenule političku pozornost na nasilje nad ženama. Američkoj autorici Carol Orlock pripisano je poticanje upotrebe izraza u ovom kontekstu u njezinu neobjavljenom zborniku o femicidu. Diana Russell objavila je izraz na Tribunalu za zločine protiv žena 1976. dok je svjedočila na prvom Međunarodnom sudu za zločine nad ženama u Belgiji. Ona je za postupak napisala: »Moramo shvatiti da je puno ubojstava femicid. Moramo priznati seksualnu politiku ubojstva. Od spaljivanja vještica u prošlosti i novijeg rasprostranjenog običaja ženskog čedomorstva u mnogim društvima do ubijanja žena iz „časti“, shvaćamo da je femicid trajao dugo. No, budući da se radi samo o ženskim osobama, nije mu bilo imena sve dok Carol Orlock nije osmislila riječ femicid«. Donedavno je femicid bio nevidljiv u velikom dijelu znanstvene literature. Intimni femicid može se identificirati kao takav uzimajući u obzir »ozbiljnost nasilja, poput pristupa i prijetnji vatrenim oružjem, prisilni seks, prijetnje ubojstvom i davljenje«. Definicija femicida također se oslanja na rodne nejednakosti u smislu obrazovanja, ekonomskog statusa i zaposlenosti.

### Suvremena definicija feministkinja
Feministička autorica Diana Russell sužava definiciju femicida na »ubijanje žena koje su počinili muškarci zbog toga što su žene«. Russell stavlja naglasak na ideju da muškarci počine femicid iz seksističkih razloga. Također je odlučila zamijeniti izraz woman (hrv. žena) s female (hrv. osoba ženskog spola) kako bi ukazala na to da se femicid može dogoditi i djevojčicama i dojenčadi. Russell vjeruje da se njezina definicija femicida može primijeniti na sve oblike seksističkog ubijanja, bilo da su motivirani mizoginijom (mržnjom prema ženama), osjećajem superiornosti nad ženama, seksualnim zadovoljstvom ili preuzimanjem vlasništva nad ženama. Russellina šira definicija femicida glasi: »Femicid je na krajnjem kraju kontinuuma anti-ženskog terora koji uključuje širok raspon verbalnog i fizičkog zlostavljanja, poput silovanja, mučenja, seksualnog ropstva (osobito u prostituciji), incestuoznog i izvanobiteljskog spolnog odnosa s djecom, fizičkog i emocionalnog zlostavljanja, seksualnog uznemiravanja (telefonski, na ulici, u uredu i u učionici), sakaćenja genitalija (klitoridektomija, izrezivanje, infibulacija), nepotrebnih ginekoloških kirurških zahvata (bezrazložne histerektomije), prisilne heteroseksualnosti, prisilne sterilizacije, prisilnog majčinstva (kriminalizacijom kontracepcije i pobačaja), psihokirurgije, uskraćivanja hrane ženama u nekim kulturama, kozmetičke kirurgije i drugih sakaćenja u ime uljepšavanja. Kad god ti oblici nasilja dovedu do smrti postaju femicidi.«
Definicija uključuje i prikrivena ubojstva žena poput masovnog ubijanja ženske novorođenčadi zbog favoriziranja muške novorođenčadi u kulturama poput Indije i Kine, a i smrti povezane s neuspjehom društvenih institucija poput kriminalizacije pobačaja ili rasprostranjenosti sakaćenja ženskih spolnih organa.

## Druge definicije
Definiciju Diane Russell ne prihvaćaju svi znanstvenici kao standardnu definiciju za femicid. Jacquelyn Campbell i Carol Runyan koriste se riječju femicid kako bi označile sva ubojstva žena bez obzira na motiv ili status počinitelja. Ove autorice tvrde da motiv nije uvijek moguće utvrditi empirijski, pa se mora ukloniti iz kvalifikacije za femicid u svrhu prikupljanja podataka.
S druge strane, autori Desmond Ellis i Walter Dekesedery zauzimaju drugačiji pristup gledajući definiciju femicida kao namjerno ubijanje žena koje počine muškarci. Ovi feministi smatraju da je femicid uvijek namjerno ubojstvo za razliku od uključivanja prikrivenog femicida u definiciju Diane Russell. Femicidi su također identificirani kao propusti u borbi za vlast u kojoj muškarci nastoje kontrolirati žene te im oduzeti slobodu i žensku borbu za autonomiju.
Većina ovih definicija implicira da je počinitelj femicida muškarac. Ipak, feministkinje iz Južne Azije razlikuju se u svojoj definiciji, navodeći da je femicid namjerno ubijanje žena koje počine muškarci ili druge žene u interesu muškaraca. Primjeri za to uključuju zanemarivanje ženske djece u odnosu na mušku, kao i ubojstvo povezano s mirazom gdje članice obitelji ubijaju žene zbog sporova oko miraza. 
COST Action 1206 također daje definicije femicida. Ove se definicije odnose na ideju da je femicid jedinstven u odnosu na rodno neobojena ubojstva. Definiranje femicida potvrđuje činjenicu da se žene ubijaju iz različitih razloga i motiva od onih povezanih s tipičnim opisima ubojstva. Globalno, femicid se rijetko istraživao odvojeno od ubojstva, a cilj mnogih od ovih autora je učiniti femicid zasebnom kategorijom. COST je 2013. uspostavio Action IS-1206 pod naslovom Femicid diljem Europe.

## Uzroci
Prema definiciji Diane Russell, femicid uključuje ubojstvo žene počinjeno od intimnog partnera, lezbicid, rasni femicid, serijski femicid, masovni femicid, ubojstvo iz časti povezano s femicidom, miraz i drugo. Svaki čin seksualnog terorizma koji za posljedicu ima smrt smatra se femicidom. Prikriveni femicid također dolazi u obliku kriminalizacije pobačaja koja dovodi do smrti majke, namjernog širenja HIV-a/AIDS-a ili smrti kao posljedice sakaćenja ženskih spolnih organa.
Najrašireniji oblik femicida u svijetu je onaj koji je počinio intimni partner žene. Takvi femicidi čine najmanje 35 % svih ubojstava žena na globalnoj razini.
Različiti dijelovi svijeta femicid različito doživljavaju. Bliski istok i južna Azija imaju veće stope ubojstva iz časti: ubojstvo žena počinjeno od njihove obitelji zbog stvarnog ili pretpostavljenog ponašanja kao što je preljub, spolni odnos ili čak silovanje.

### Među intimnim partnerima
Femicid intimnog partnera, koji se ponekad naziva i intimni femicid ili romantični femicid, odnosi se na »ubojstvo žene koje počini njen intimni partner ili bivši intimni partner«. To može uključivati bivšeg ili sadašnjeg partnera, supruga i izvanbračnog supruga.
Oko 5 – 8 % svih ubojstava koja su počinili muški počinitelji slučajevi su ubojstva intimnog partnera. Pregledom medijskih i internetskih izvora o svakom ubojstvu starije žene počinjenom između 2006. i 2015. otkriveno je da su svi slučajevi ženskog geronticida u Izraelu bili isključivo femicidi intimnog partnera, a počinjeni su u okružju doma.
Pokazalo se da incest, seksualno uznemiravanje, silovanje i zlostavljanje te drugi oblici nasilja u obiteljskim vezama s vremenom eskaliraju što potencijalno rezultira femicidom. Kaže se da rasprostranjenost femicida intimnog partnera razbija mit da se žene najviše boje stranaca, budući da su najčešće ubijene u privatnoj sferi vlastitog doma. Prema Jacquelyn Campbell, uobičajeni uzrok ubojstva intimne partnerice koje je počinio muškarac je ljubomora, odnosno rezultat muškog napora da kontrolira i posjeduje ženu kako bi iskazao vlasništvo i ojačao patrijarhat.
Feministička rekonceptualizacija nasilja intimnih partnera koje se smatra zločinom protiv čovječnosti tvrdi da je sustav kriv za ubojstva žena, a ne nasilni pojedinci. Događa se na masovnoj razini, međukulturalno je i prepoznaje se kao kršenje ljudskih prava. Dok autori priznaju da zločine čine pojedinci, a ne apstraktni entiteti, rasprostranjenost nasilja u obitelji čini ga epidemijom. Suvremene feministkinje vjeruju da će redefiniranje nasilja intimnih partnera kao državnog zločina i zločina protiv čovječnosti imati transformativni učinak na smanjenje nasilja nad ženama jer je ono već prepoznato kao kršenje međunarodnih zakona o ljudskim pravima. 
Nasuprot tome, nasilje žena nad muškarcima, intimnim partnerima, rijetko je i obično se događa u samoobrani. Neka kontroverzna istraživanja ukazuju da je većina nasilja među intimnim partnerima dvosmjerna, no većina istraživanja pokazuju da kad je muškarac žrtva obiteljskog nasilja, njegov zlostavljač obično je muškarac.
Čimbenici rizika koji povećavaju vjerojatnost femicida intimnog partnera uključuju: prijetnje muškarca da će izvršiti samoubojstvo ili ubiti ženu ako ga vara ili napusti, povećana zlouporaba alkohola ili droga nekog od partnera ili pokušaji muškarca da kontrolira žensku slobodu. Dvije petine femicida intimnog partnera povezano je s upotrebom opojnih sredstava. Drugi čimbenici koji se obično povezuju s muškim počiniteljima femicida uključuju posjedovanje oružja, prisiljavanje na spolni odnos i nezaposlenost. Čimbenici rizika kod žena uključuju: trudnoću, iskustvo prethodnog partnerovog zlostavljanja, otuđenje od partnera ili pokušaji napuštanja veze. Prisutnost vatrenog oružja u kući veliki je faktor u femicidu intimnog partnera, a u svijetu se vatreno oružje koristi u jednoj trećini svih femicida.
Kako se često izvještava u javnosti, na muške počinitelje gleda se kao da ih se »tjera da počine femicid zbog sloma ljubavi pripisane ženskoj osobi«. U sudskim procesima, obrana koja čin opravdava ženinim provociranjem žene često se koristi za skraćivanje vremena koje bi optuženik trebao provesti u zatvoru. Nasuprot tome, žene često nisu tako uspješne u korištenju provociranja kao opravdanja u svojim suđenjima za ubojstva, a statistički je manje vjerojatno da će suci prihvatiti tvrdnje o samoobrani, pokazujući pristrane standarde ocjenjivanja. 
Čimbenici koji smanjuju rizik od femicida intimnog partnera uključuju odvojeno prebivalište za žene i druge društvene čimbenike, poput povećanja broja policajaca, kao i obvezno uhićenje zbog kršenja zabrane prilaska vezane uz nasilje intimnog partnera. Karen D. Stout otkrila je da postoji povezanost između broja skloništa za žene u nekoj državi, broja kriznih centara za silovanje i smanjene stope femicida. Jedno objašnjenje ove korelacije je da je provedba ovih mjera pozitivno utjecala na smanjenje stope femicida. Ostali učinkoviti zakonodavni okviri protiv femicida uključuju zakone koji definiraju oslobođenje od građanske zabrane, fizičko zlostavljanje kao kazneno djelo, dopuštaju uhićenje bez naloga, zahtijevaju prikupljanje podataka i izvještavanje te osiguravaju sredstva za skloništa za žene.

### Rasno motivirano
Pokret nade (eng. Hope Movement) definira rasistički femicid kao rasno motivirano ubijanje žena počinjeno od muškaraca različite rase. Prema Diani Russell i kolegici spisateljici Jill Radford, »rasizam je u interakciji s nasiljem nad ženama i oblikuje sam femicid, te načine na koje se lokalna zajednica, policija, mediji i pravni sustav obračunavaju s njim«. Russell, Radford i mnoge druge feminističke aktivistice tvrde da se, posebno gledajući femicid u SAD-u, mora uzeti u obzir i seksizam i rasizam u ubojstvima crnih žena te malo pravde koja se obično zadovoljava. Mediji mogu biti posebno pristrani pri izvještavanju o ubojstvima crnih i bijelih žena. Jaime Grant piše o ubojstvu 12 mladih žena u Bostonu i razotkriva »... rasizam u medijskim izvještajima, koji je u početku praktički ignorirao ta ubojstva, a kasnije je žrtve prikazao kroz rasističke i seksističke stereotipe kao bjegunke ili prostitutke«. Osim toga, reakcija policije i istraga često se mogu razlikovati ovisno o rasi žrtve.
Uključivši se u rad Studija crnih feministkinja, autorica Manshel tvrdi da je narativ oko nasilja u obitelji tradicionalno povezan s bijelom, srednjom klasom, ženskom žrtvom, čime ostavlja žrtve različitih rasa i društvenih klasa bez jednake skrbi, te može dovesti do veće viktimizacije žena ubijenih/zlostavljanih zbog narativnog otpora. Manshel također prati povijest napada na crnce i pravi razliku između okolnosti bijelih žrtava i onih u porobljenih žena u 19. i 20. stoljeću, te predlaže da se antirasistički okviri uzmu u obzir u pisanju o seksualnom nasilju.

### Seksualno motivirano (homofobno)
Prema Diani Russell i Jill Radford, lezbicid, poznat i kao homofobni femicid, ima dugu povijest legaliziranog ubojstva lezbijki u različitim kulturnim kontekstima:
- Rimska civilizacija: kada je udana žena osuđena zbog bilo kakve seksualne aktivnosti s drugom ženom, ubojstvo koje je počinio muž percipira se kao »pravedna kazna za taj zločin«.[20]
- Srednjovjekovna Europa: sekularna i vjerska doktrina nalagala je smrt lezbijstvu. Čuveni Orleanski zakonik iz 1260. u Francuskoj je sekularizirao zabranu lezbijstva, propisujući da će za prva dva prekršaja žena 'izgubiti svog člana', a za treći će biti spaljena.[20]
- Lov na vještice 15. stoljeća: Vještičarenje je bilo povezano s herezom i homoseksualnošću. Izraz femina cum feminus (žena sa ženom) često je bio optužba na suđenjima vješticama.[20]

Danas, lezbijstvo više nije kapitalni zločin, ali ga mnoge vlade i dalje kriminaliziraju, a većina religija osuđuje. Mučenje i ubijanje lezbijki događa se u svakom dijelu svijeta, čak i u razvijenim zemljama. Prema dr. Susan Hawthorne sa Sveučilišta Victoria, »... dominacija je primjer kažnjavanja lezbijki kao autsajdera u patrijarhalnoj kulturi...« Dr. Hawthorne dalje objašnjava kako su lezbijke često ubijane ili mučene ili im se općenito uskraćuju prava zbog njihove nevidljivosti u smislu političke moći i društvene zastupljenosti: »Kad su u pitanju kampanje o nasilju nad ženama, lezbijke su ili izostavljene ili su samo uključene u fusnoti...«
Studija slučaja provedena 2014., kroz duboku analizu višestrukih anti-LGBTIQ slučajeva nasilja, sugerira da se zločini poput lezbicida mogu barem djelomično objasniti postojećim teorijama hipermaskuliniteta koje promatraju postignuće spola. 

#### Korektivno silovanje
Prema politologinji i znanstvenici Susan Hawthorne, korektivno silovanje je zločin iz mržnje koji predstavlja prisilnu seksualnu aktivnost s osobom koja je ili žena, ili se rodno ne konformira ili se identificira kao lezbijka. Cilj korektivnog silovanja je »ispraviti« seksualnu orijentaciju žrtve i učiniti je heteroseksualnom ili je natjerati da se ponaša na način koji više odgovara njenom spolu. To je u nekim slučajevima dovelo do smrti. Postoje dokumentirani slučajevi korektivnog silovanja u Južnoj Africi, Zimbabveu, Ekvadoru i Tajlandu. Eudy Simelane bila je poznata nogometašica koja je igrala za žensku nogometnu reprezentaciju Južne Afrike i aktivistica za prava LGBTIQ+ populacije; njezino ubojstvo je vrlo poznat slučaj istovremenog korektivnog silovanja i lezbicida u Južnoj Africi.

### Sklonost serijskim ubojstvima
Serijski femicid definiran je kao »seksualno sadističko ubijanje žena«, koje se naziva i »seksualni terorizam«. Više od 90 % serijskih ubojica su muškarci. 
Muški serijski ubojice koriste brutalnije metode ubijanja, poput gušenja i premlaćivanja. Nasuprot tome, žene koriste otrov ili manje nasilne mjere. Osim toga, dok se veliki postotak muških serijskih ubojica usredotočuje na žene kao svoju metu, manje je vjerojatno da će se žene serijske ubojice fokusirati isključivo na muškarce. Neki muški serijski ubojice usredotočuju se na muškarce kao mete, kao što su Jeffrey Dahmer i Wayne Williams. Načini na koji su serijski ubojice prikazani u medijima odražavaju poglede na femicid i rod u društvu. Često serijska ubojstva prostitutki, žena s niskim prihodima i obojenih žena dobivaju manje pažnje u medijima od ubojstava mlađih, ljepših, imućnijih žena, obično udanih, zaručenih ili u vezama sa zgodnim, imućnim, mlađim muškarcima njihovih godina. Serijski ubojice se u vijestima gotovo uvijek prikazuju kao čudovišta i sociopati.
Prema FBI-jevom Dodatnom izvješću o ubojstvima, lokalna policija izvijestila je da je oko 33 000 ubojstava žena i dalje neriješeno.
Feministkinje poput Diane Russell i Jane Caputi vjeruju u vezu između porasta serijskih ubojstava i pojave pornografije. Konkretno, pojava filmova koji erotiziraju nasilje i ubojstva žena povezana je sa željama serijskih ubojica. Brojni serijski ubojice snimili su svoje žrtve dok su ih nasilno ubijali. Neki od njih su: Harvey Glatman, Kenneth Bianchi i Leonard Lake. Međutim, veza između pornografije i serijskih ubojstava nije dokazana.

## Diljem svijeta
Na godišnjoj razini globalno nasilno je ubijeno u prosjeku 66.000 žena, što čini otprilike 17 % svih žrtava ubojstava. U 2017. u svijetu je ubijeno 87.000 žena i djevojčica. To znači da je dnevno ubijeno 137 žena. Prema izvješću UN-ovog populacijskog fonda (UNFPA) iz 2000. godine, otprilike 5.000 žena ubije se svake godine u ubojstvima iz časti. Stope femicida razlikuju se ovisno o pojedinoj zemlji, ali od zemalja s 25 najvećih stopa femicida, 50 % je u Južnoj Americi, a na prvom mjestu je El Salvador. U prvih 25 također se nalazi sedam europskih zemalja, tri azijske zemlje i jedna afrička država, Južna Afrika. Prema jednoj studiji UN-a, jedna od 4 žene u 25 vodećih zemalja složile su se da je opravdano biti pretučena ili udarena zbog svađe sa svojim mužem ili odbijanja spolnog odnosa s njim. Općenito, podaci o femicidima u cijelom svijetu su loši, a zemlje često ne prijavljuju spolne razlike u statistici ubojstava.

### Afrika
Kontinent varira u manifestacijama femicida ovisno o zemlji ili regiji. Rijetko muslimanke postaju roba u borbi između dvije frakcije i bivaju ubijene kada jedna frakcija (ne) odobri nošenje propisane tradicionalne haljine.
Jedan od najvećih zdravstvenih problema u Africi je epidemija HIV-a/AIDS-a koja pogađa 25,7 milijuna ljudi u Podsaharskoj Africi od 2017. godine. Kad god AIDS rezultira smrću žene zbog mizoginije ili seksističkog muškog ponašanja, smatra se oblikom femicida prema definiciji femicida Diane Russell.
Sakaćenje ženskih spolnih organa Svjetska zdravstvena organizacija definira kao "uklanjanje dijela ili svih vanjskih ženskih spolnih organa i/ili ozljedu ženskih genetskih organa iz kulturoloških ili drugih neterapijskih razloga". Osakaćivanje ženskih spolnih organa rezultira femicidom kada žene i djevojčice umru zbog nehigijenskih postupaka koji rezultiraju infekcijom ili smrću, kao i povećanom vjerojatnošću zaraze HIV-om/AIDS-om.

### Azija

#### Indija
Rita Banerji, feministička autorica i osnivačica kampanje 50 milijuna nestalih za okončanje femicida u Indiji, rekla je da su milijuni djevojaka i žena ubijeni zbog različitih oblika femicida koji se protežu na različite dobne skupine. Na simpoziju UN-a o femicidima u Beču 26. studenoga 2012., govorila je o šest najraširenijih oblika femicida u Indiji. To je uključivalo čedomorstvo nad ženama, ubijanje djevojaka mlađih od šest godina izgladnjivanjem i nasiljem, ubijanje žena zbog prisilnih pobačaja, ubijanje iz časti, ubojstvo u miraz i linčovanje vještica. Mnogi od femicida u Indiji počinjeni su nad djevojkama. Unatoč progresivnim pravnim reformama u mnogim dijelovima regije, održavaju se jake patrijarhalne vrijednosti i pomažu održavanju podređenosti žena. Prema Posebnom izvjestitelju za nasilje nad ženama za Vijeće za ljudska prava, ključan čimbenik iza rodno motiviranih ubojstava žena u Aziji je važnost koja se pridaje čistoći žena i njihovoj podređenosti u širem društvu. Primjerice, dok indijski kazneni zakon sada izričito zabranjuje miraz, prijavljeni broj smrtnih slučajeva žena povezanih s mirazom gotovo se udvostručio s 4836 na 8383 od 1990. do 2009. Samoubojstvo je vodeći uzrok smrti nepalskih žena u reproduktivnoj dobnoj skupini, a uzroci se kreću od obiteljskog zlostavljanja, prisilnog braka, istjerivanja udovica i nedostatka imovinskih prava. U tom kontekstu, postoji minimalno prihvaćanje i poštovanje mladih djevojaka i žena, a često i nedostatak podrške obitelji, što rezultira različitim kontekstualno specifičnim verzijama femicida i rodno uvjetovanog nasilja u regiji: ubojstvom zbog časti, napadom spaljivanja kiselinom, lovom na vještice, feticidom i nasiljem na temelju spola tijekom kastnih  sukoba i sukoba u zajednicama.
Zemlja je pokušala upravljati femicidom kroz implementaciju nekih politika. Indija se prvenstveno usredotočila na donošenje zakona vezanih za kontrolu stanovništva. Međutim, bilo je istraživanja koja su analizirala politiku femicida, posebno u odnosu na Indiju, koja su pokazala da kriminalizacija odabira spola nije bila uspješna.

#### Japan
U Japanu nasilje nad ženama na prvi pogled ne izgleda kao veliki problem: ukupna stopa ubojstava u zemlji jedna je od najnižih na svijetu – ispod 1 na 100.000 ljudi, a ulični kriminal je rijedak. Uznemiravanje je također neuobičajeno: žene se općenito osjećaju sigurnima kad noću izlaze same. Ipak, pravosudni sustav ima jednu od najvećih stopa žena žrtava ubojstava u svijetu, u postotku od ukupnog broja ubojstava. Prema izvješću Ureda UN-a za drogu i kriminal (UNODC) objavljenom 2014., Japan i Hong Kong su na vrhu ljestvice – sa ženama koje čine 52,9 % od ukupnog broja žrtava ubojstava, a slijedi ga Južna Koreja s 52,5 %.

#### Južna Koreja
Slučaj ubojstva u javnom WC-u u Seocho-dongu, općenito poznat kao slučaj ubojstva na stanici Gangnam ili femicid na stanici Gangnam, a koji se dogodio u javnom zahodu jednog karaoke bara u Seulu 17. svibnja 2016., identificiran je kao vrsta femicida.

#### NR Kina
Čedomorstvo nad ženama bilo je uobičajeno u tradicionalnoj Kini gdje su prirodne teškoće, poput gladi, pojačavale kulturne norme koje su favorizirale mušku djecu i poticale obitelji pod pritiskom da napuste ili ubiju svoje kćeri. Nadalje, kćeri su postale prepreke jer je spol također bio ključan za sustav štovanja predaka u kojem su samo sinovi smjeli obavljati ritualna žrtvovanja. Dakle, »ako par nije uspio roditi sina, njegove ključne veze s prošlošću i budućnošću bile su prekinute«.
U današnjoj Kini, unatoč službenoj osudi i bijesu, nastavlja se čedomorstvo nad ženama. Krajem 1982. kineski je tisak prvi naznačio da se čedomorstvo nad ženama provodi kao posljednja mogućnost zaobilaženja politike jednog djeteta. Stručnjak City University of New York, međutim, ne slaže se s tendencijom karakteriziranja ženskog čedomorstva kao nesretne posljedice kineske politike kontrole i modernizacije stanovništva. Ona definira čedomorstvo nad ženama kao "dio rodnog zločina" koje naziva "društvenim femicidom" i povezuje ga sa širim problemom rodne nejednakosti u kineskom društvu.

#### Turska
Rodno-uvjetovan, diskriminatoran pojam takozvane "časti" ponekad je uzrok ozbiljnih slučajeva narušavanja zdravlja ili sakaćenja žena u Turskoj. Prema Izvješću o tradicijskim i ubojstvima iz časti koje je izradilo državno Ravnateljstvo za sigurnost, 1028 tradicijskih i ubojstva iz časti počinjeno je u razdoblju od 2003. do 2007. godine. Važno je, međutim, da prema podacima o stopama femicida Svjetske banke, Turska ima 0,9 žena umrlih od ženskog nasilja na 100.000 ljudi. To je svrstava u istu skupinu sa zemljama koje su ratificirale Istanbulsku konvenciju, poput Njemačke i Austrije. Od 2019., stopa femicida u Turskoj zabilježila je značajan pad od 44,9 %.
Prema podacima Glavne uprave za sigurnost koji bilježe ubojstva u Turskoj do 2007., ubojstva iz časti događaju se pretežno u jugoistočnom dijelu zemlje. Stope ubojica rođenih u istočnoj i jugoistočnoj Anatoliji mnogo su veće od stope ubojica rođenih u drugim regijama. S 24 % ubojica rođenih u jugoistočnoj Anatoliji i 21 % u istočnoj Anatoliji, oni dijele prvo mjesto. Za usporedbu, samo 8 % ubojica rođeno je u regiji Marmara. Razlog tome je da u tim regijama ubojstva iz časti još uvijek dobivaju potporu. Prema istraživanju u Diyarbakiru, gradu u jugoistočnoj Anatoliji, 40 % ispitanika podržalo je ubijanje časti. U nekim sudskim predmetima, to je dovelo do toga da je sud odlučio poslati cijelu obitelj u zatvor. Primjerice, 2009. jedna je cijela kurdska obitelj doživotno poslana u zatvor jer su sudjelovali u ubijanju svoje kćeri, koja je zatrudnjela nakon silovanja.
U 2020. 300 žena umrlo je od posljedica femicida u Turskoj, što je za 174 manje nego godinu prije.

### Australija
Statistički podaci Australijskog instituta za kriminologiju iz 2019. pokazuju da je u Australiji femicid u prosjeku počinjen jednom tjedno.

### Europa
██ Femicid unutar obitelji i rodbine
██ Femicid od strane intimnog partnera
A COST Action IS1206 uspostavila je prvu paneuropsku koaliciju o femicidima s istraživačima koji već proučavaju fenomen na nacionalnim razinama kako bi poboljšali jasnoću istraživanja, dogovorili definicije, poboljšali djelotvornost politika za sprječavanje femicida i objavili smjernice za nacionalne kreatore javnih politika za njihovu upotrebu. Izvješća EU pokazuju da je u razdoblju pandemije COVID-19 u mnogim zemljama bila potrebna dodatna podrška po pitanju femicida.
Dostupni podaci su ograničeni: Eurostat pokriva samo 20 zemalja, a postoje i razlike u načinu na koji se podaci prikupljaju. Prema dostupnim podacima u zapadnoj Europi, prosječna godišnja stopa iznosi 0,4 žrtvi femicida na svakih 100.000 žena. Najgore je u Crnoj Gori, Litvi i Latviji. U većini zemalja partner je najčešći počinitelj. Međutim, postoje iznimke: u Litvi i Bosni i Hercegovini većinu femicida počine članovi obitelji. Također, iako su muške žrtve ubojstava posljednjih godina u velikom padu, broj žena ubijenih u Europi, ne nužno počinjen od partnera ili člana obitelji, ostaje konstantan, s blagim povećanjem od 2013. do 2015. Od 2013. do 2017. godine 30 europskih zemalja pridružilo se projektu COST (suradnja na području znanosti i tehnologije) pod nazivom Femicid diljem Europe.
Program COST Action Europske unije definirao je četiri različite skupine za istraživanje femicida: definicije, prikupljanje podataka, kulturna pitanja te zagovaranje i prevencija. Trideset zemalja potpisalo je Memorandum o razumijevanju s COST-om kojim se promiču međunarodni napori u rješavanju problema femicida i Akcijskog programa.
Istanbulska konvencija rezultat je ujedinjenja više zemalja koje imaju zajednički cilj priznati i riješiti problem femicida. Međutim, konvencija "nije ugovor i nije pravno obvezujuća za sve države" te nije službena javna politika.

#### Francuska
Ovisno o izvorima, u Francuskoj su 2019. partneri ili bivši partneri ubili između 122 i 149 žena.

#### Italija
Nezavisna udruga žena je u 2021. izvijestila o statistici femicida u Italiji za razdoblje 1995. – 2019.

#### Njemačka
Njemačka ima jedan od najvećih apsolutnih brojeva femicida u Europi.

#### Španjolska
Statistički podaci i struktura femicida u Španjolskoj objavljeni su po godinama (2010.  – 2019).

#### Švicarska
U ovoj zemlji u prosjeku jednom u 15 dana ženu ubije njen muški partner.

#### Ujedinjeno Kraljevstvo
Interes za izvještavanje i analizu razine femicida u Ujedinjenom Kraljevstvu porastao je posljednjih godina, a nekoliko nacionalnih organizacija pruža podršku U 2021. započeo je projekt jednog od nacionalnih medija s ciljem bolje identifikacije femicida, povećanja znanja i poticanja poboljšanih metoda okončanja femicida. To uključuje podizanje svijesti o cenzusu vezanom uz femicid. "Popisivanjem femicida možemo vidjeti da ta ubojstva nisu izolirani incidenti i da mnoga slijede ponovljene obrasce." Zauzimajući međusektorski pristup prikupljanju podataka, voditelji kampanja, akademici i novinari mogu istaknuti zabrinjavajuće obrasce, poput broja ubijenih starijih žena, onih koje su ubili partneri i bivši ljubavnici ili onih ubijenih tijekom izolacije u pandemiji.

### Latinska Amerika
Feministkinje u Latinskoj Americi bile su među prvima koje su usvojile izraz femicid, referirajući se na ubojstva žena u Juarezu u Meksiku. Ovaj je izraz nadahnuo feministkinje u Latinskoj Americi da organiziraju skupine protiv femicida kako bi adresirale ovu društvenu nepravdu prema ženama. Korištenje izraza femicid i stvaranje feminističkih organizacija protiv femicida proširilo se iz Meksika u mnoge druge zemlje Latinske Amerike, poput Gvatemale. U Latinskoj Americi femicid je problem koji se javlja u mnogim zemljama, ali najviše u Srednjoj Americi u zemljama poput Salvadora i Hondurasa, te na drugim mjestima kao što su Brazil i Meksiko. Latinskoamerička regija uključuje 5 od 12 zemalja s najvećom stopom femicida u svijetu. Prema riječima Julije Estele Monárrez-Fragoso iz Colegio de la Frontera Norte sa sjedištem u Ciudad Juarezu, žrtve se često optužuju da su vani u kasnim noćnim satima ili se druže po "upitnim" mjestima poput diskoteka ili noćnih klubova. Između 2000. i 2010. ubijeno je više od pet tisuća žena i djevojaka iz Gvatemale. Povijesni zapisi Gvatemale otkrivaju dugu povijest prihvaćanja rodno uvjetovanog nasilja te ulogu vojne vlade i pravosuđa u normalizaciji mizoginije. U izvješću Odbora za ljudska prava Ujedinjenih naroda o kršenju ženskih prava u Gvatemali, neuspjeh države u provođenju zakona koji štite žene od femicida smatra se vrlo problematičnim. Izvješće ističe da je provođenje zakona protiv ubojstava žena nizak prioritet državnih vlasti zbog patrijarhalnih uvjerenja i pretpostavki o ulozi žena u društvu.
Razni aktivisti i znanstvenici, poput Monárreza, tvrdili su da postoje veze između femicida i neoliberalne politike, odnosno Sjevernoameričkog sporazuma o slobodnoj trgovini (NAFTA). Smatraju da je sporazum poslužio otvaranju trgovačkih granica i povećanju stranih ulaganja usmjerenih na proizvodnju jeftinih odjevnih predmeta u maquiladorama.
Femicid od intimnog partnera najčešći je oblik femicida, a visoka stopa nasilja i kriminala u tim zemljama također doprinosi ovom pitanju. Nedostaje organizirani sustav za bilježenje informacija i statističkih podataka koji bi podržali ovo pitanje. Mačizam, povijest građanskih ratova i drugi kulturni utjecaji također mogu pridonijeti ovom pitanju, posebno u Latinskoj Americi. Mučenje, sakaćenje, omalovažavanje, seksualni napadi i bacanje tijela uobičajen su trend femicida.
Uočeno je da su mnoge žene ubijene u Juarezu mlade majke koje migriraju u ovu regiju tražeći posao u maquiladorasima. One tada postaju laka meta jer su odvojene od obitelji i obično su same kada putuju kući. Politička rješenja u Srednjoj Americi pokušala su učiniti prijevoz sigurnijim. Znanstvenici, poput Itallurdea, ukazuju na krivnju korporacija "... temeljenih na konceptima i doktrinama mučnog nemara, neuspjeha u zaštiti, pomaganju i podržavanju". Drugi znanstvenici, poput povjesničara Stevena Volka i Marian Schlotterbecka, pretpostavljaju da iza ovih ubojstava može postojati "macho backlash": "Svakako muški ego, očeva i potencijalnih dečkiju, mora pretrpjeti određenu deflaciju od ove dramatične promjene u ekonomskom utjecaju ovih mladih žena."
Meksički vrhovni sud je 2015. zatražio od policije da ponovno otvori i istraži jedan slučaj ubojstva iz "perspektive" femicida.
Međutim, poduzete su neke radnje za adresiranje ovog problema, poput kriminalizacije femicida i pritiska na djelovanje Ujedinjenih naroda. Postoji sve veća društvena svijest o ovom pitanju s #NiUnaMenos (Ne jedna žena manje) ili #NiUnaMas (Ni jedna žena više). Na kraju, kao konkretno rješenje stvorene su urbane zone prilagođene ženama. Ove zone uključuju prijevoz samo za žene i vladine centre koji nude usluge posebno za žene.
Srednjoamerički kreatori javnih politika u posljednjem su desetljeću eksperimentirali sa stvaranjem "urbanih zona prilagođenih ženama". "Ružičaste" mreže javnog prijevoza uspostavljene su u Meksiku, Brazilu, El Salvadoru i Gvatemali radi pružanja oblika javnog prijevoza samo za žene kako bi se spriječilo seksualno uznemiravanje i pružila sigurnost ženama. Ti su napori dobili značajne pohvale i kritike.
Kritike feministkinja i drugih često ukazuju na djelotvornost rodne segregacije u promjeni rodnih normi ugnjetavanja - posebno latinoameričkih kulturnih konvencija "mačizma" i "marianizma", koje su moćni društveni regulatori u cijeloj regiji.

#### Brazil
Femicid je kazneno djelo predviđeno brazilskim kaznenim zakonom, točka VI, stavak 2, čl. 121, kada je počinjen čin "protiv žene na temelju ženskog stanja". Stavak 2-A, čl. 121, nadopunjuje odjeljak navodeći da postoje razlozi ženskog stanja kada zločin uključuje kućno i obiteljsko nasilje ili prijezir ili diskriminaciju prema ženama. Za ovaj zločin predviđena je kazna zatvora od 12 do 30 godina.

#### Gvatemala
Gvatemala se istaknula uvrštavanjem femicida u ustav: Uredba 22. Zakonodavci u ovoj zemlji 2008. donijeli su Uredbu 22 koja definira zakone protiv femicida i drugih oblika nasilja nad ženama. Ti zakoni uključuju 28 članaka o vrstama nasilja nad ženama koje se mogu kazneno procesuirati. Također su osnovali Ured predsjedničkog povjerenstva za borbu protiv femicida, s ciljem poticanja koncepta u vladi, i jedinicu Nacionalne policije za borbu protiv femicida. Neki rezultati zakona pokazali su se ohrabrujućim, dopuštajući mnogim ženama da sada prijave nasilje. U prvom mjesecu 2010. ukupno je 27.000 žena državi prijavilo nasilje, što je veliki porast u broju prijavljenih zločina. Zakoni su također pomogli nekolicini ljudi da smjeste svoje napadače u zatvor i povećali su strogost kazni za počinitelje. Međutim, stvarna provedba novih zakona bila je različita. Malo je prijestupnika osuđeno za konkretno kazneno djelo femicida, a samo tri državna odvjetništva u cijeloj zemlji mogu se baviti pitanjem femicida. Zapravo, u 2010. izrečeno je samo 127 osuđujućih presuda za nasilje nad ženama, iako je ukupno registrirano 46.000 slučajeva. Također, od 2000. do 2008. 98 % svih slučajeva femicida ostalo je nekažnjeno. Neke feministkinje to pripisuju kulturi. One navode da se mnogi muški suci i drugi muški vladini dužnosnici slažu sa stavom da su muški postupci opravdani jer se događaju u privatnoj sferi doma. Odvjetnik Romeo Silverio Gonzalez zastupao je ovo gledište kada je izjavio da su novi zakoni Uredbe 22 neustavni. Rekao je da su zakoni u suprotnosti s privatnim poslovima braka. Državna odvjetnica Claudia Paz suprotstavila se njegovom stajalištu, opravdavajući njihovo postojanje jer štite ženska prava. Općenito, usvajanje ovih zakona pomoglo je Gvatemali da poboljša svijest o femicidima i prijavljivanju zločina, ali provedba i pravda za femicid još uvijek nisu postignuti. Femicid kao društveno tolerirano ubojstvo žena u Gvatemali oslanja se na prisutnost sustavnog nekažnjavanja, povijesno ukorijenjene rodne nejednakosti i sveprisutnu normalizaciju nasilja kao društvenog odnosa.

#### Kolumbija
Kolumbija je slijedila primjer 16 drugih zemalja Latinske Amerike i izglasala zakon koji definira i kažnjava femicid kao specifičan zločin. Vlada Kolumbije donijela je 6. srpnja 2015. zakon koji zakonski definira femicid kao zločin s 20 do 50 godina zatvora. Ovaj novi zakon dobio je ime po Rosi Elviri Cely, Kolumbijki koja je silovana i ubijena 2012. Celyna smrt izazvala je nacionalno negodovanje i navela tisuće ljudi da marširaju ulicama Bogote. Njezin je ubojica proglašen krivim i osuđen na 48 godina zatvora. Izazov sada postaje provedba zakona. Miguel Emilio La Rota, šef javnih politika i planiranja u uredu glavnog državnog odvjetnika Kolumbije, rekao je da tužiteljstvo mora promijeniti način na koji istražuje femicid. Kolumbija je prvi put 2018. procesuirala ubojstvo transrodne žene kao femicid, osudivši Davinsona Stivena Eraza Sáncheza na dvadeset godina u psihijatrijskom centru zbog "teškog femicida" godinu dana nakon što je ubio Anyelu Ramos Claros, transrodnu ženu.

#### Meksiko
Amnesty International procjenjuje da je u Meksiku bilo između 34.000 ubojstava žena između 1986. i 2009.[./Femicid#cite_note-:9-52 [52]] Prema podacima Nacionalnog građanskog opservatorija za femicid, samo 49 % od 800 slučajeva žena ubijenih u Meksiku u razdoblju od lipnja do srpnja 2017. istraživano je kao femicid. Jedna aktivistica, Natalia Reyes, izvijestila je da je samo 8 % femicida u Meksiku kažnjeno. Gotovo 35.000 ljudi ubijeno je 2019. godine, najnasilnije meksičke godine u povijesti. Osim toga, 2012. Meksiko je bio rangiran kao 16. zemlja u svijetu s najvećom stopom femicida.
U razdoblju od 2011. do 2016. bilo je u prosjeku 7,6 ubojstava žena dnevno. Meksiko je 2016. imao stopu ubojstava žena od 4,6 femicida na 100.000, a bilo je ukupno 2.746 smrtnih slučajeva žena s pretpostavkom ubojstva. U ovoj godini tri vodeće države s najvećom stopom smrtnosti žena s pretpostavkom ubojstva bile su Colima (16,3 smrti na 100 000 žena), Guerrero (13,1 na 100 000) i Zacatecas (9,7 na 100 000). Prve tri općine u 2016. bile su Acapulco de Juárez (24,22 na 100.000), Tijuana (10.84 na 100.000) i Juárez (10.36 na 100.000). Tijekom 2002. – 2010., država Chihuahua imala je najveću stopu ubojstava žena na svijetu: 58,4 na 100.000. Stope femicida u općini Juárez značajno su se smanjile u samo pet godina; u 2011. stopa smrtnosti žena s pretpostavkom ubojstava bila je 31,49 na 100.000, a do 2016. se smanjila na 10,36 na 100.000.

#### Salvador
U Salvadoru je učinjen pokušaj stvaranja više vladinih centara u kojima se nalaze mnoge rodno specifične usluge na jednom mjestu kako bi se skratilo vrijeme putovanja i povećala fizička sigurnost žena dok traže usluge poput savjetovanja, brige o djeci i reproduktivnog zdravlja. "Prvi centar nada se da će omogućiti pristup približno 162.000 žena iz susjednih odjela La Libertad i Sonsonate. Podržana od bivše čileanske predsjednice i voditeljice UN Women Michelle Bachelet, inicijativa je stajala 3,2 milijuna dolara, uz dodatnih 20 milijuna dolara kredita Međuameričke razvojne banke namijenjenih za izgradnju novih web stranica."
Kritičari ove radnje ukazuju na kontradiktorne zakone o pobačaju u El Salvadoru koji su neki od najoštrijih u svijetu: pobačaj je potpuno nezakonit čak i za spašavanje života majke ili za pomoć preživjeloj osobi koja je preživjela incest ili silovanje. "Osim slabosti pravosudnog sustava, nasilje potiče ista vlada koja ima za cilj zaštititi i braniti. Visoke stope nekažnjavanja ostavljaju mnoge zločine neriješenima ili neprijavljenim. "

### Sjeverna Amerika

#### Kanada
Do adekvatne statistike o femicidu u Kanadi može se teško doći jer se moguća djela femicida redovito kategoriziraju kao ubojstvo supružnika. Međutim, femicid je raširen nasilni čin koji se događa u zemljama diljem svijeta, a ni Kanada nije iznimka. U 2019. bilo je ukupno 678 ubojstava diljem Kanade, a od ovih slučajeva u 144 žrtve su bile žene. Osim toga, stopa ubojstava žena koje su počinili supružnici ili intimni partneri bila je preko 8 puta veća od broja muškaraca koje su ubili supružnici ili intimni partneri.
Povijesno gledano, u Kanadi postoji manje podataka o femicidu; međutim, ono što je dostupno pokazuje nerazmjerno veliku količinu nasilja i femicida prema ženama domorotkinjama. Izvještaji u posljednjih nekoliko desetljeća ukazuju na preko 600 ubojstava domorodačkih žena u Kanadi. Nažalost, u mnogim slučajevima ubojstva nad domorodačkim ženama često se ne okarakteriziraju kao femicidi, što ukazuje da se sve žrtve femicida ne tretiraju jednako. Ipak, istraživanje pokazuje da su određene etničke skupine izložene većem riziku od femicida u odnosu na ostatak populacije. Da bi se razumjeli ti podaci o Kanadi, mora se razmotriti intersekcijski pristup koji bi prepoznao povijesne i trenutne učinke kolonijalizma koji nerazmjerno ciljaju na domorodačke narode u zemlji. Kontinuirani nemar Kanade kao države za ispitivanje učinaka kolonijalizma na domorodačke narode povezan je s visokim rizikom od femicida i nasilja za domorodačke žene i djevojke. Nepriznavanje smrti domorodačkih žena zanemaruje desetljeća nejednakosti i nepravde uzrokovanih kolonijalizmom.
Kolonijalizam proizvodi osjećaj dominantne autoritativne moći koji dopušta zanemarivanje domorodačkih pojedinaca i u ovom slučaju, zanemarivanje ubojstava domorodačkih žena. Za žene domorodačkog stanovništva pet puta je veća vjerojatnost da će doživjeti nasilje i smrt u usporedbi s drugim skupinama u Kanadi. Ova su ubojstva djela rasističkog nasilja uz rodno nasilje femicida. Međutim, češće se ta ubojstva promatraju kao ubojstvo supružnika, a ne kao femicid, zanemarujući nasilje i ugnjetavanje s kojima se suočavaju domorodačke žene. Kao čin femicida, sredinom 20. stoljeća domorodačke žene i djevojke bile su prisiljene proći kroz sterilizacijske postupke u četrnaest različitih indijanskih bolnica u cijeloj državi koje su bile pod federalnim nadzorom. Politike sterilizacije provedene su kao način smanjenja veličine i utjecaja domorodačkih zajednica, što je rezultiralo s oko 1200 slučajeva prisilne sterilizacije koji su bili izravno usmjereni na reprodukcijska prava i imovinu domorodačkih žena i djevojčica. Isključive politike i pravna diskriminacija kroz povijest Kanade znači da je nasilje s kojim su se suočavale domorodačke žene i djevojke ostalo nepriznato, što je doprinijelo daljnjoj kolonijalnoj moći nad domorodačkim narodima pod kontrolom države. Raštrkani izvještaji o femicidima u Kanadi ukazuju na nedostatak razumijevanja o tome kako se različiti činovi spola, rase, klase i seksualnosti ukrštavaju kako bi stvorili okruženje nasilja kojem su izložene žene domorotkinje. Iako femicid u Kanadi pogađa sve žene, on je nerazmjerno usmjeren na živote domorodačkih žena i djevojaka zbog povijesnih i aktualnih kolonijalističkih akcija u državi.
Istaknuti primjer femicida koji se dogodio u Kanadi je Toronto Van Attack 2018, u kojem je bilo više žrtava i mnogo ozlijeđenih. Kasnije je utvrđeno da je napad bio motiviran željom da se naudi ženskim civilima.

#### SAD
Femicidu u SAD-u pripisuje se smrt više od pet žena dnevno i 70 % od ukupnog broja u zemljama s visokim prihodima. Jedan od najvećih prediktora femicida u SAD-u je fizičko zlostavljanje, koje je bilo prisutno u 79 % svih slučajeva femicida u Sjevernoj Karolini. Mogućnost posjedovanja oružja u SAD-u također je imalo značajan utjecaj na femicid, korelirajući sa 67,9 % smrti u studiji Karen D. Stout. Utvrđeno je da je život u naseljima s povećanim siromaštvom, etničkom heterogenošću i smanjenom kolektivnom učinkovitošću (socijalna kohezija među susjedima) povezan s povećanjem stope femicida u tom području. Također, izvještavanje o ženama žrtvama femicida u SAD-u otežano je zbog pretpostavke da žene žrtve nisu anomalija, već su potaknuta njihovom ranjivošću i pasivnošću.

### Ujedinjeni narodi
Opća skupština Ujedinjenih naroda 2013. ažurirala je svoju politiku tako da je "ubijanje žena i djevojaka povezano sa spolom u nekim zemljama prepoznato kao "femicid" ili "feminicid" te je kao takvo uključeno u nacionalno zakonodavstvo tih zemalja". Dr. Dubravka Šimonović, posebna izvjestiteljica UN-a, zagovarala je provedbu politika protiv femicida. Ona je UN-u predstavila izvješća poput "Modaliteta za utvrđivanje femicida/ubojstava povezanih sa spolom." Dr. Šimonović je također predložila program "nadzora nad femicidima" za praćenje praksi femicida u cijelom svijetu. Cilj njenog akademskog programa je analizirati podatke o slučajevima femicida kako bi se identificirali čimbenici rizika i izazovi u javnim politikama.

## Zakonska rješenja
Milijuni žena diljem svijeta ubijene su kao posljedica motivacije da ih se namjerno ubije. Rješenja ovog problema uključuju donošenje zakona i javnih politika za nasilje nad ženama. Tehnike koje se mogu razviti uključuju politike prevencije kriminala usmjerene na nasilje u obitelji. Osim toga, zemlje diljem svijeta trebale bi razmotriti razvoj statusa žena u svojim zemljama i donijeti zakone o ravnopravnosti spolova. U Latinskoj Americi je, primjerice, bilo mnogo novih zakona koji označavaju ubojstva žena kao femicid ili feminicid. Femicid se definira kao ubojstvo žene počinjeno od muškarca temeljeno na mizoginiji. Istodobno, femicid nadilazi ovu definiciju i implicira sudioništvo države u održavanju nasilja nad ženama. Ove su promjene učinjene zbog globalnih normi ljudskih prava, poput Međuameričke konvencije o sprječavanju i iskorjenjivanju nasilja nad ženama iz 1994., koja izražava da je rodno nasilje odgovornost države. Ipak, ove međunarodne norme nisu regulirane. 
Neke su zemlje donijele zakone koji pripadaju femicidu ili zločinima označenim kao feminicidi. U Meksiku i Nikaragvi aktivistice su se uključile u pravni aktivizam kako bi njihova država povećala odgovornost za nasilje nad ženama. U Meksiku je femicid prepoznat zbog kampanja lokalnih feministica povezanih s nacionalnim arenama i intervencijom federalnih zakonodavki koje su feministkinje. Poznata meksička aktivistica, Marcela Lagarde, vidjela je porast broja ubijenih žena u Meksiku i zahtijevala da država preuzme odgovornost za ubojstva. Unijela je koncept femicida (ubojstvo žena nasiljem i državu kao sudionika), koji se brzo proširio na Latinsku Ameriku, a od 2017. femicid i feminicid postali su zločini u 18 zemalja.

## Film
Njemački dokumentarni film autorice Karen Naundorf iz 2019. Frauen gegen Männer-Gewalt prikazuje učinak nasilja i ubojstva usmjerenog prema ženama u Argentini. Film je dostupan besplatno za gledanje na arte.tv, od 25. listopada 2019. do 8. listopada 2022.

## Vanjske poveznice

### Sestrinski projekti
|  | Zajednički poslužitelj ima još gradiva o temi femicid |

### Mrežna mjesta
- UN Studies Association (UNSA): Femicide Watch Platform. (engl.)